# خورشنی
خورشنی (به لاتین: Khurshni) یک منطقهٔ مسکونی در روسیه است که در شهرستان داخادایفسکی واقع شده‌است.